# Karaoke
Karaoke (jap: カラオケ, od riječi kara, 'prazan' i ōkesutora 'orkester') je zabava u obliku vlastite pjesme s unaprijed snimljenim glazbom i tekstom, po mogućnosti s ekrana TV-a.
Karaoke su najpopularnije u zemlji podrijetla Japanu ali i susjednim zemljama poput Kine i Koreje, ali se mogu čuti i u drugim državama. Karaoke znači "prazan orkestar", tj. orkestar bez pjevanja. Glazba zvuči manje-više poput originalnog izvođača. Tko pjeva karaoke, dobiva ulogu vokaliste, potpomognut orkestrom (i eventualno vokalima i pozadinskim zborovima), s tekstovima ispred ekrana.
U Japanu su tradicionalni karaoke-barovi manje ili više izumrli i zamijenjeni su konceptom karaoke-boksovi. Sadržaji s karaoke-boksovima dostupni su na svakoj stanici u Tokiju i sastoje se od niza malih karaoke soba u kojima se veće ili manje skupine zabavljaju uz karaoke. Hrana i piće se poslužuju.
Karaoke glazba i karaoke videozapisi su također dostupni na CD-u, DVD-u, LaserDiscu i internetu.
Većina DVD playera (za kućnu upotrebu) u Istočnoj Aziji sada su opremljeni standardnim karaoke mikrofonskim priključcima, a programi su također dostupni za Video CD, mobilne telefone i računala.
Singstar je dobro poznata videoigra koja omogućuje igračima da pjevaju karaoke.
Na TV-u postoje i zabavni programi koji koriste karaoke kao natjecanje, poput "Singing Bee-a".  Američka razgovorna emisija The Late Late Show with James Corden sadrži i karaoke dio, u kojem voditelj programa James Corden poziva poznate glazbenike da pjevaju karaoke s njim, obično dok su se vozikaju Los Angelesom.